# Sirinopteryx undulifera
Sirinopteryx undulifera är en fjärilsart som beskrevs av W. Warren 1893. Sirinopteryx undulifera ingår i släktet Sirinopteryx och familjen mätare. Inga underarter finns listade i Catalogue of Life.